# Scooby-Doo i Superpies!
Scooby-Doo i Superpies! (ang. Scooby-Doo! & Krypto, Too!) – 41. film animowany i 36. pełnometrażowy film z serii Scooby Doo z roku 2023.

## Opis filmu
Kiedy Liga Sprawiedliwości ginie bez śladu, a złoczyńcy opanowują Metropolis, tylko jedna ekipa może rozwiązać zagadkę: Scooby-Doo i jego paczka! Ale zaraz! W mieście jest nowy pies – Krypto – obdarzony supermocą Superpies Supermana. Brygada Detektywów będzie potrzebowała wszelkiej pomocy, kiedy duchy staną na drodze Ligi.

## Wersja polska
Dystrybucja na terenie Polski: Galapagos Films

Wersja polska: Master Film

Reżyseria: Zbigniew Suszyński

Tłumaczenie i dialogi: Przemysław Rak

Dźwięk, montaż i zgranie: Sławomir Karolak

Kierownictwo produkcji: Agata Paszkowska

Wystąpili:
- Jacek Bończyk – Kudłaty
- Krzysztof Szczepaniak –
  - Lex Luthor,
  - Jimmy Olsen
- Agata Gawrońska-Bauman – Velma
- Beata Jankowska-Tzimas - Daphne
- Ryszard Olesiński – Scooby Doo
- Kinga Tabor –
  - Burmistrzyni Fleming,
  - Harley Quinn
- Zuzanna Galia – Mercy Graves
- Magdalena Kacprzak –
  - Lois Lane,
  - Wonder Woman
- Jan Kulczycki – Solomon Grundy
- Agata Darnowska – Helen
- Mirosław Guzowski – Joker
- Zbigniew Suszyński –
  - J.B.,
  - Komputer,
  - Superman

i inni
Lektor: Zbigniew Suszyński